# 汐文社
株式会社汐文社（ちょうぶんしゃ）は、日本の出版社。本社所在地は、東京都千代田区。KADOKAWAの連結子会社。

## 概要
平和運動に従事していた吉元尊則が京都にて設立。1976年（昭和51年）11月に、東京を本社として再度設立し、法人化。京都時代に出版したものも、重版して在庫のあるものは販売している。おもに児童向けの教育書籍やドラマ・映画のノベライズ本の出版を手掛けている。
『週刊少年ジャンプ』で連載されていたものの、広島の原爆という題材のため集英社では単行本が発売されなかった中沢啓治の『はだしのゲン』の単行本を「ホームコミックス」レーベルで1975年に発売し、同社の看板作となった。以後も絵本やノベライズを含む中沢作品のほぼ全てを一手に引き受ける。同レーベルではこの他、藤子・F・不二雄の『パーマン』や赤塚不二夫の『おそ松くん』などの刊行実績も持つ。
日本共産党系列の出版社とされ、部落解放同盟を批判する論調の本を刊行していたため、北九州市では、部落問題研究所の刊行物とともに、汐文社の発行図書が公共施設から排除されたこともある（1976年10月）。かつて解放新書という叢書を刊行していた。
2007年（平成19年）、吉元が60歳で社長を退任。政門一芳がその責を引き継いでいる。
2013年12月26日に株式会社KADOKAWAが発行済全株式を取得したと発表、KADOKAWAグループの一員となった。KADOKAWAグループ編入後、本社所在地は文京区本郷から千代田区富士見へ移動した。
2016年6月28日に政門一芳が社長を退任。小安宏幸が社長に就任。